# Fita
|  | Per a altres significats, vegeu «Fita (desambiguació)». |

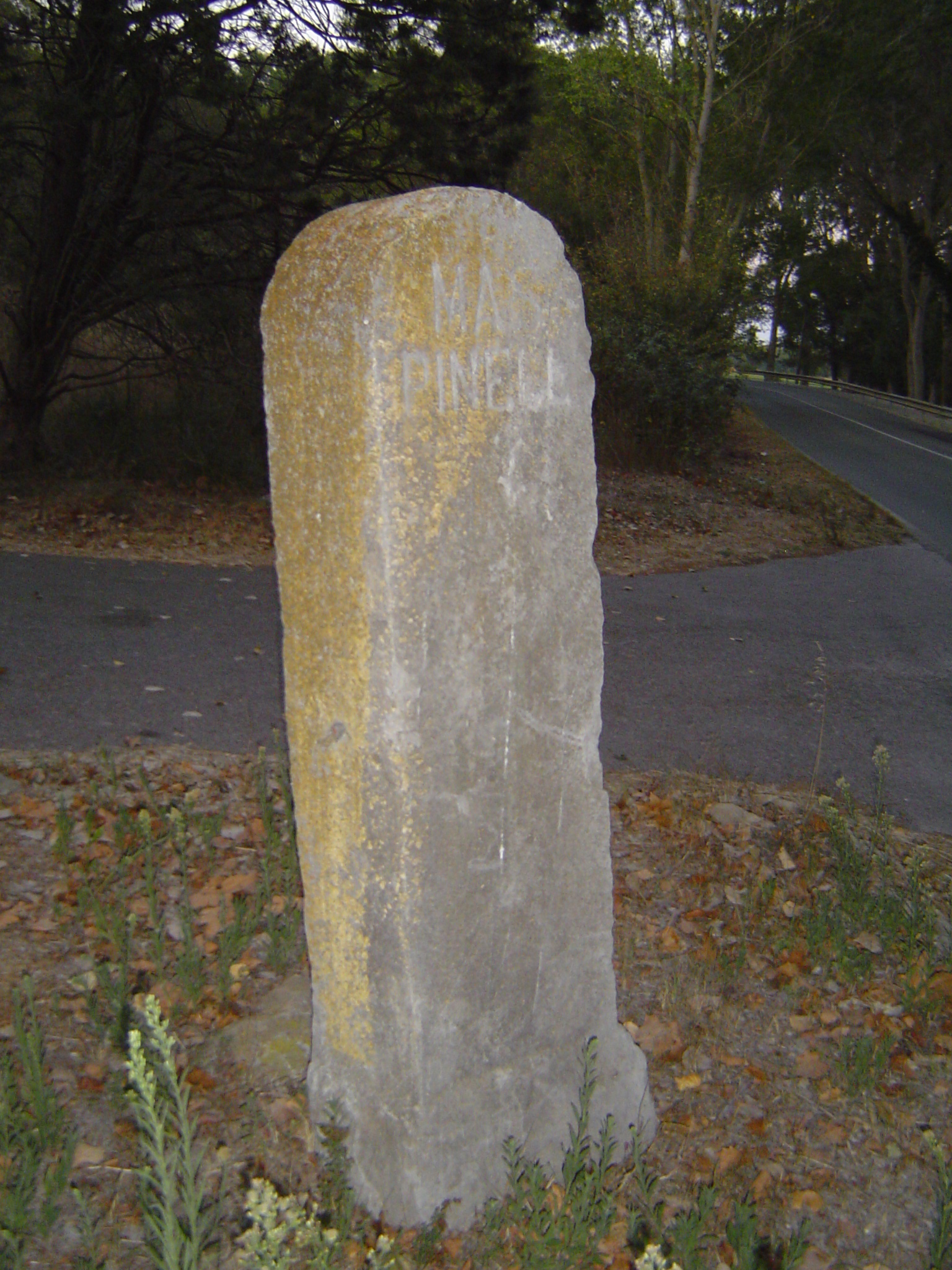
La fita que indica el trencant per anar al Mas Pinell, al municipi de Torroella de Montgrí.

Una fita, fita de terme, pedra de fita o molló és una marca sobre el terra que serveix per a delimitar un terme o finca o bé per a marcar el recorregut d'una via, camí o carretera. Solen ser fets de pedra, tot i que modernament són fetes de metalls, ciment o altres materials resistents a les inclemències del temps. Molt sovint duen inscripcions que indiquen la distància a l'origen del terme. És probable que derivin dels mil·liaris que els romans col·locaven a les seves vies. El terme fita ha estat incorporat a diversos topònims de la península Ibèrica, com ara Perafita (al Lluçanès), al Puig de les Tres Fites (Montuïri, Mallorca) o Pedrafita do Cebreiro (municipi de la província de Lugo, Galícia) entre molts altres.